# Inventeur

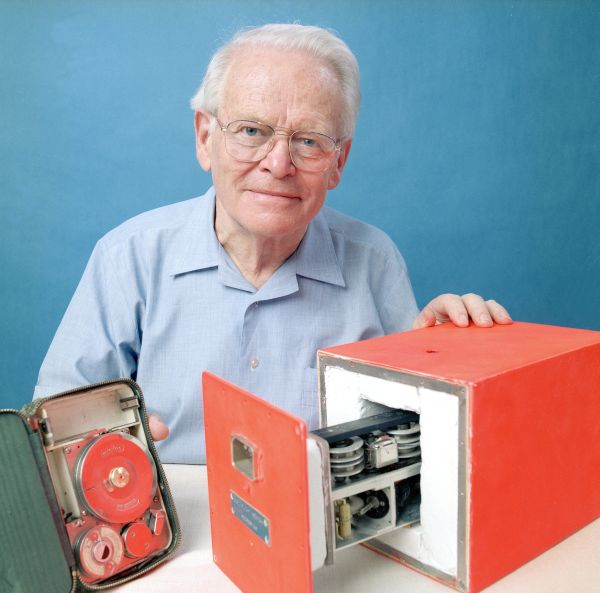
Dave Warren avec un prototype de la BlackBox

Un inventeur (ou une inventrice) est une personne qui invente, c'est-à-dire qui est la première à avoir l'idée d'un nouvel objet, produit, processus, concept ou d'une nouvelle technique ; l'inventeur est à distinguer de l'innovateur et de l'entrepreneur. Dans le cas particulier de la découverte d'une chose enfouie dans le sol ou sous une étendue d'eau, l'inventeur de cette chose est la personne qui en a fait la découverte.

## Usages divers
Dans les domaines administratif ou juridique, on parle d’« inventeur » d'un trésor ou de tout autre objet trouvé, pour nommer celui qui l’a découvert. La racine latine invenire, au sens de trouver, à l’origine des mots « inventeur » et « invention », est ici explicite.
Dans le domaine du droit de la propriété industrielle, le terme « inventeur » est également attribué à la personne qui est l’auteur de l'invention faisant l'objet d'un brevet d'invention.
Dans le domaine des sciences, l’inventeur est celui qui décrit un « objet » nouveau ; il est le plus souvent différent du découvreur, qui peut ne pas être un scientifique. L’inventeur a le privilège de nommer l’« objet » décrit. Linné a décrit de très nombreuses espèces animales et les a nommées ; il en est l’inventeur bien qu’il ne les ait pas toutes découvertes.

## Inventeurs emblématiques
- Léonard de Vinci, inventeur du parachute
- Les frères Montgolfier, inventeurs de la montgolfière
- Thomas Alva Edison, inventeur de nombreuses applications électriques dont le phonographe et la lampe à incandescence (1 084 brevets).
- Graham Bell, inventeur du téléphone
- Abraham Nathaniel Spanel pour le latex.
- Kia Silverbrook, inventeur australien titulaire de 4 744 brevets ;
- Yoshiro Nakamatsu, inventeur japonais qui prétend avoir déposé plus de 4 000 brevets ;
- Shunpei Yamazaki, 3 056 brevets ;
- Nikola Tesla, environ 300 brevets (dont beaucoup attribués à tort à Thomas Edison).
- John Logie Baird, ingénieur écossais, fut l'un des pionniers de la télévision telle que nous la connaissons, inventeur de la télévision mécanique, en 1923 et de la télévision en couleurs en 1928.

Dans le domaine de la biologie, le suédois Linné est celui qui a décrit le plus de nouveaux genres et espèces.

### Sources
- Thomas de Galiana, Dictionnaire des inventeurs et inventions, Paris, Larousse, coll. « In extenso », 1996, 822 p. (ISBN 978-2-03-750015-9, OCLC 247756970)
- Jean C Baudet, Curieuses histoires des inventions les 100 découvertes qui ont changé le monde, Jourdan, 2011, 382 p. (ISBN 978-2-87466-183-9, OCLC 800652266).
- Gabriel Galvez-Behar, La république des inventeurs : propriété et organisation de l'innovation en France, 1791-1922, Rennes, Presses universitaires de Rennes, coll. « Carnot », 2008, 352 p. (ISBN 978-2-7535-0695-4, OCLC 310362604, présentation en ligne).